# Martyniovité

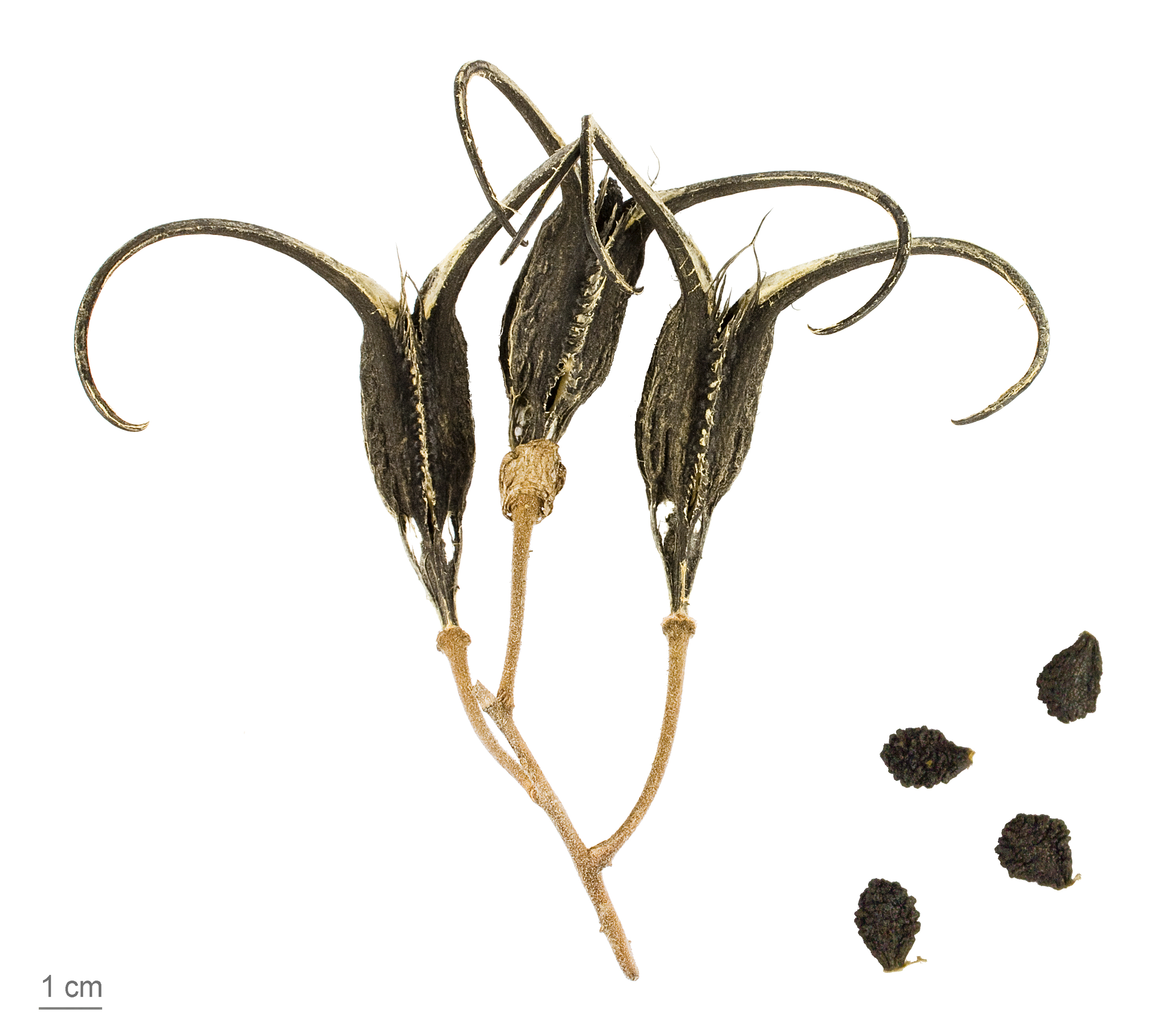
Plody Proboscidea parviflora

Martyniovité (Martyniaceae) je čeleď vyšších dvouděložných rostlin z řádu hluchavkotvaré (Lamiales). Rostliny jsou lepkavé a byly podezírány z masožravosti. Vyskytují se v mírných až tropických oblastech Ameriky. Některé druhy mají zajímavé plody se 2 dlouhými výrůstky v podobě klů.

## Charakteristika
Martyniovité jsou jednoleté nebo vytrvalé byliny. Vytrvalé druhy na nepříznivé období zatahují pod zem a přežívají pomocí ztlustlých kořenů. Celá rostlina mimo korunních plátků je pokryta lepkavými žláznatými chlupy. Narušené listy nepříjemně páchnou. Listy jsou jednoduché, lepkavé, střídavé nebo vstřícné, bez palistů. Čepel listů je celokrajná, celistvá až téměř laločnatá.
Květenství jsou vrcholová. Květy jsou oboupohlavné, souměrné. Kalich je pěticípý, koruna víceméně dvoupyská, s korunní trubkou. Tyčinky jsou 2 nebo 4, přirostlé ke koruně. V květech jsou přítomna 1 až 3 staminodia. Semeník je svrchní, srostlý ze 2 plodolistů, jednopouzdrý s jednou čnělkou a dvoulaločnou bliznou. Plodem je dvouchlopňová částečně nebo zcela pukající tobolka se 2 krátkými nebo dlouhými výrůstky, které daly těmto rostlinám v USA jméno 'Devil's Claw' (čertův dráp). U druhu Proboscidea fragrans dosahují délky až 15 cm.

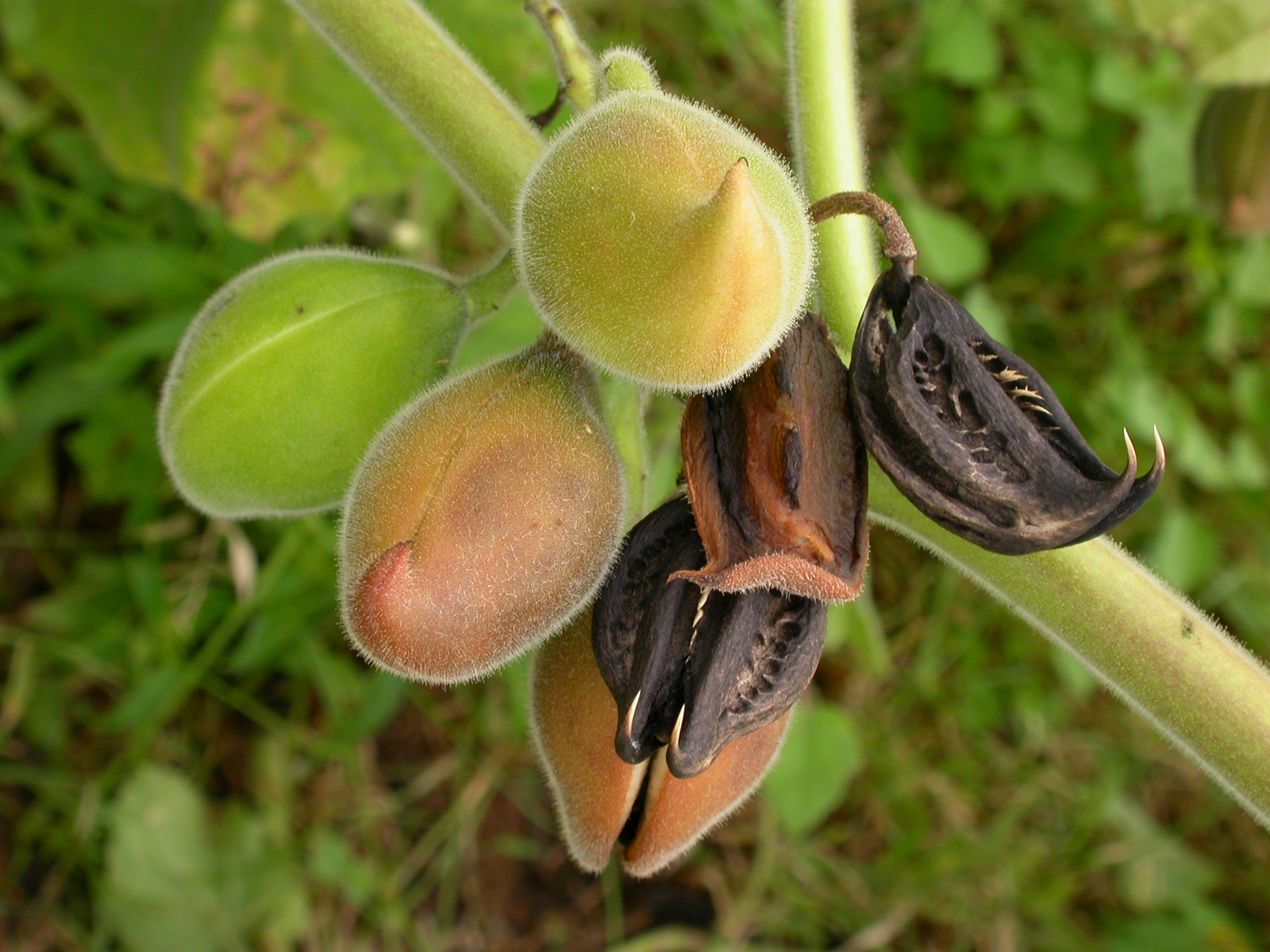
Dozrávající plody Martynia annua
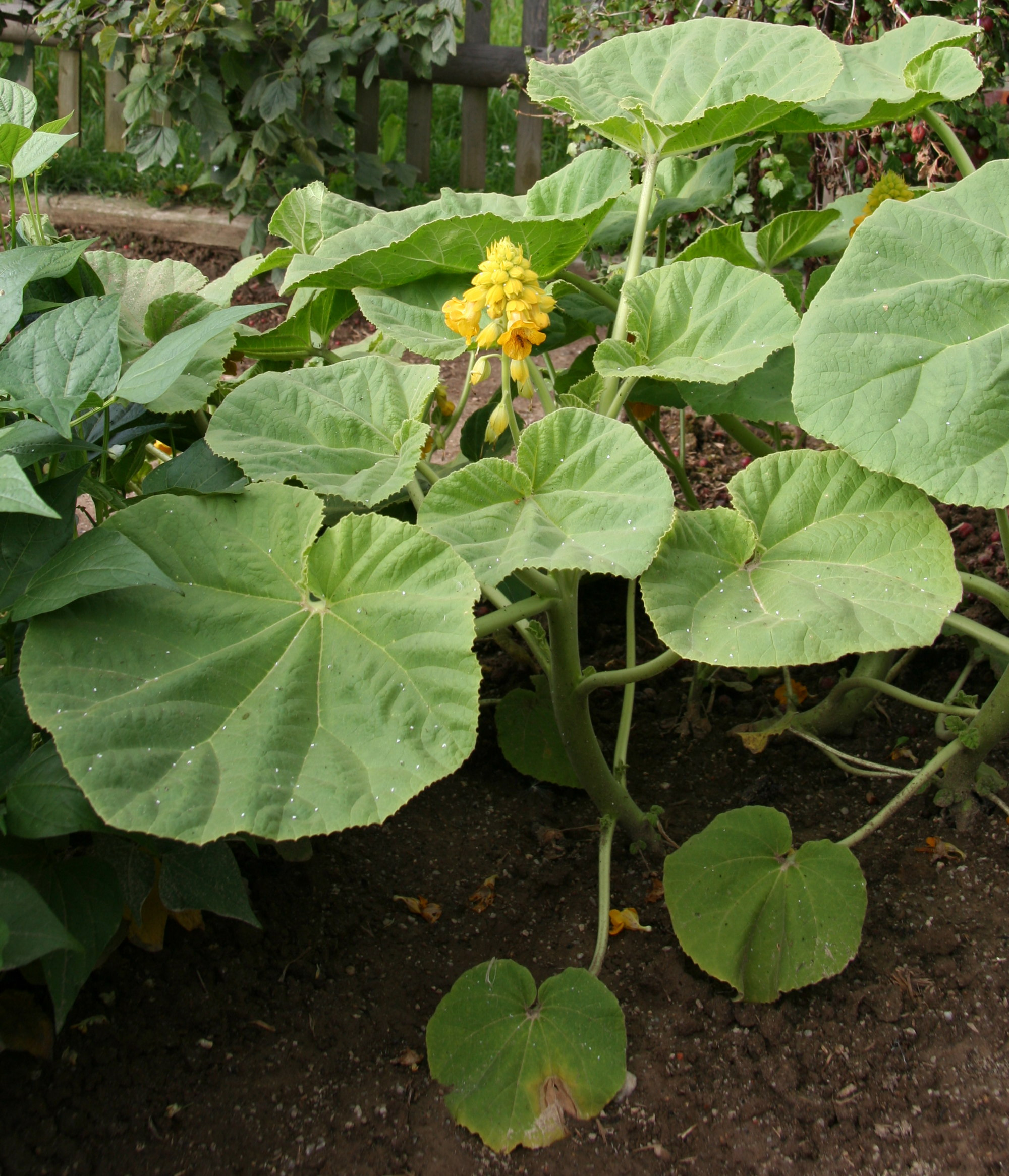
Kvetoucí Ibicella lutea
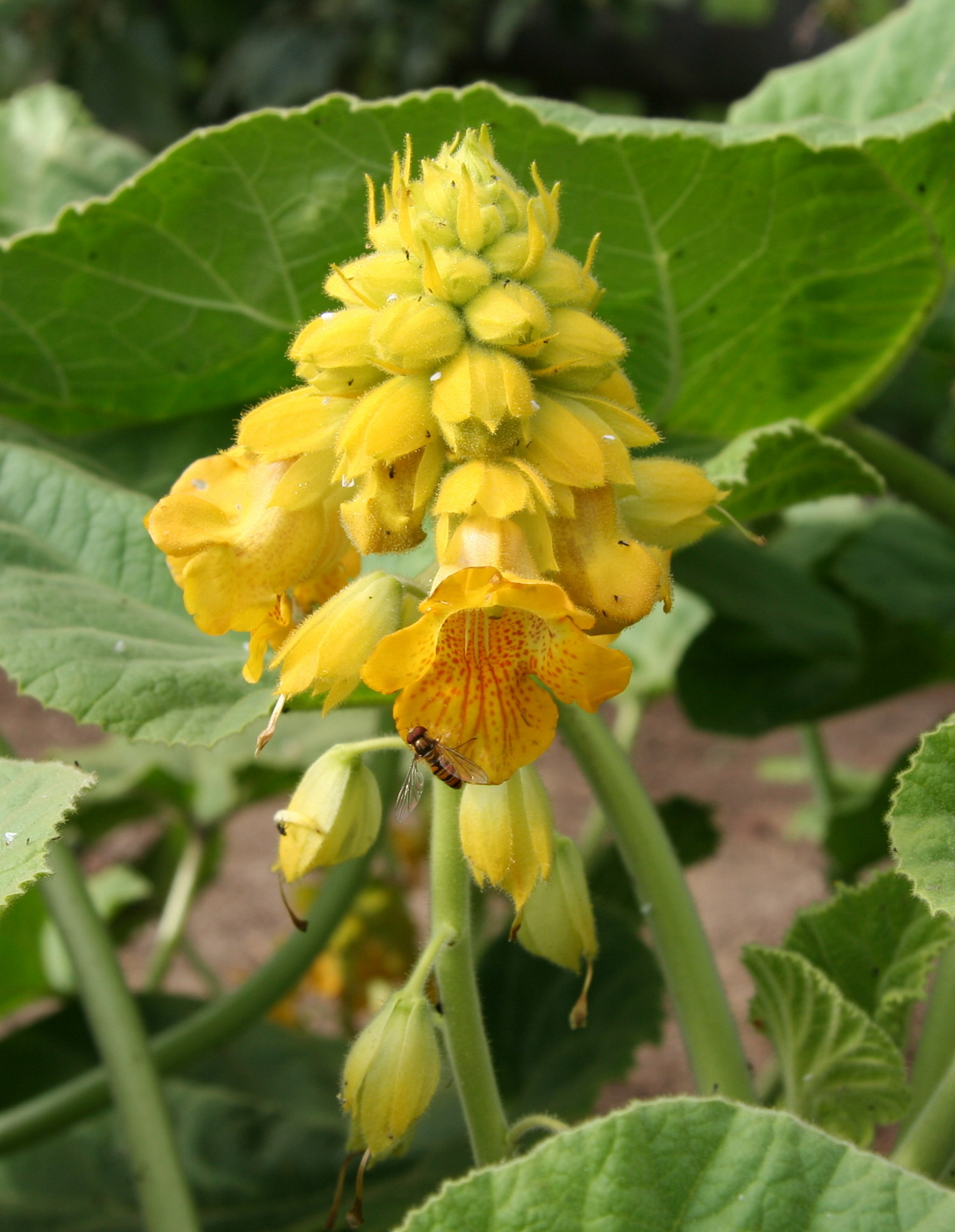
Květenství Ibicella lutea
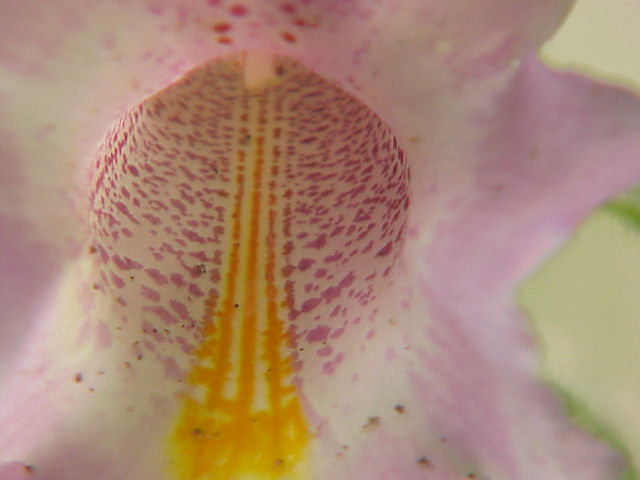
Detail korunní trubky Proboscidea louisianica

Rod proboscidea je opylován včelami, dlouhé trubkovité květy rodu lebuše (Craniolaria) pravděpodobně můrami. Semena jsou šířena zvířaty, na jejichž srsti se plody přichycují pomocí prohnutých výrůstků.

## Rozšíření
Čeleď zahrnuje 14 druhů v 5 rodech. Původní areál rozšíření zahrnuje Severní až Jižní Ameriku od USA po Argentinu a Velké Antily. Největším rodem je Proboscidea (7 druhů).

## Hmyzožravost
V minulosti byly některé druhy považovány za hmyzožravé, zejména Proboscidea parviflora a Ibicella lutea.
Ačkoliv se na lepkavé žlázy pokrývající povrch rostlin lepí nejrůznější hmyz, rostliny není možno považovat za skutečné masožravé rostliny, neboť jim chybí trávicí enzymy schopné narušit kořist a přímo zužitkovat její živiny.

## Taxonomie
Rody čeledi martyniovité byly v minulosti často řazeny do čeledi Pedaliaceae, obě čeledi však nejsou úplně blízce příbuzné. Sesterskou větví k Martyniaceae je čeleď Schlegeliaceae.
Rod Ibicella bývá slučován s rodem Proboscidea.

## Zástupci
- lebuše (Craniolaria)
- martynie (Martynia)
- proboscidea (Proboscidea)[6]

## Význam
Některé druhy jsou v klimaticky příhodných oblastech plevely a bylo zjištěno, že látky těmito rostlinami vylučované brzdí růst okolních rostlin. Mexický druh Martynia annua se rozšířil např. po celé Indii. Je zde používán při ošetřování epilepsie.
Vařené listy a pražená semena Proboscidea louisianica jsou v jižních oblastech USA součástí jídelníčku a nezralé plody jsou nakládány. Původní američtí indiáni vařili kořeny druhu Craniolaria annua a kořeny Proboscidea louisianica používali k léčbě artritidy.

## Přehled rodů
Craniolaria, Holoregmia, Ibicella, Martynia, Proboscidea